# Skarżyn (powiat siedlecki)
Skarżyn – wieś w Polsce położona w województwie mazowieckim, w powiecie siedleckim, w gminie Skórzec. Ma status sołectwa.
Wierni Kościoła rzymskokatolickiego należą do parafii Świętej Trójcy w Żeliszewie Podkościelnym.
W latach 1975–1998 miejscowość należała administracyjnie do województwa siedleckiego.